# Lansen-Schönau

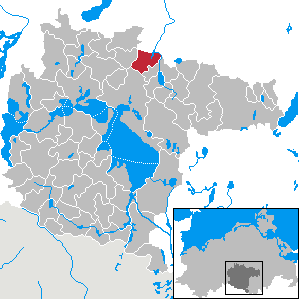
Locatie van de voormalige gemeente

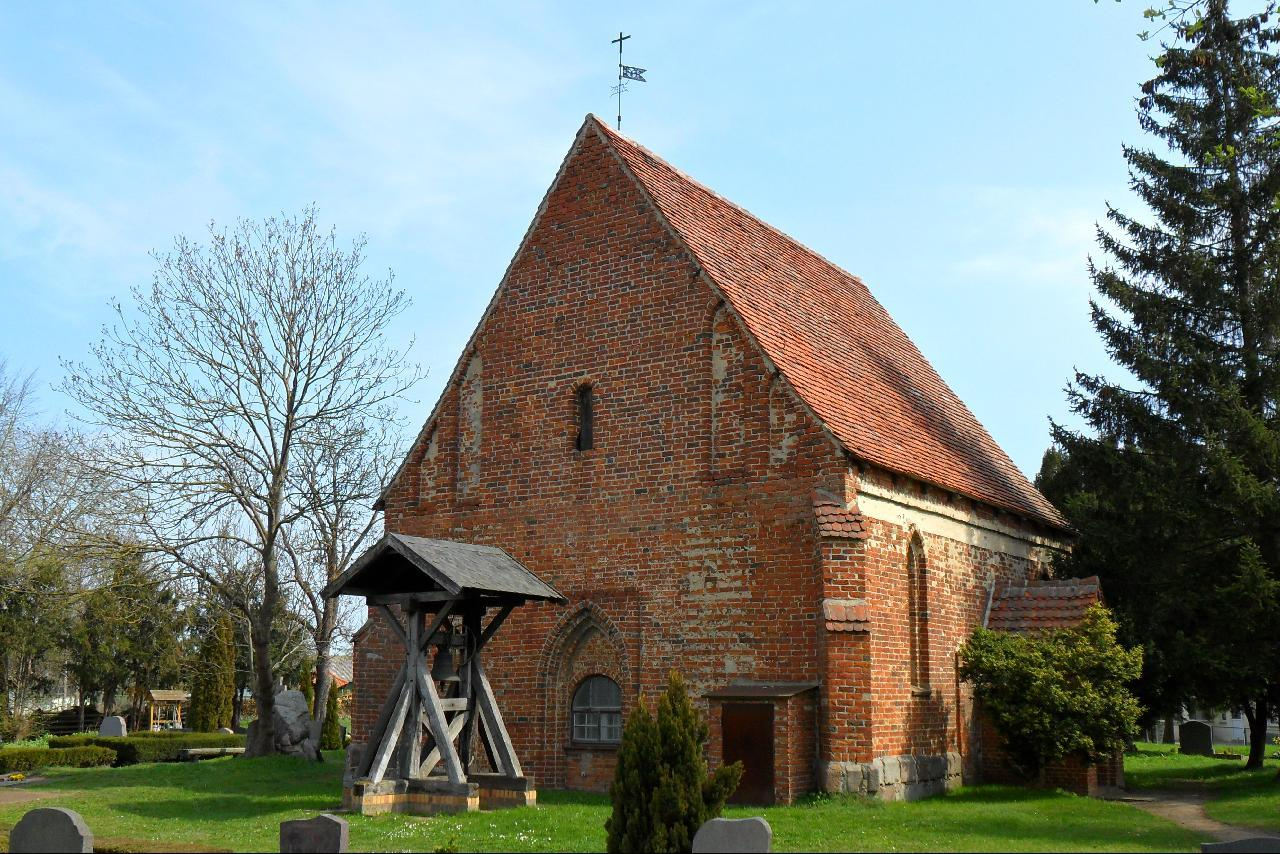
Kerk van Lansen

Lansen-Schönau was een Duitse gemeente in de deelstaat Mecklenburg-Voor-Pommeren. De gemeente Lansen-Schönau ontstond op 1 januari 2005 door de fusie van de voorheen zelfstandige gemeenten Alt Schönau en Lansen. De gemeente werd door het Amt Seenlandschaft Waren met zetel in de stad Waren (Müritz) bestuurd. Op een oppervlakte van 19,81 km² woonden 459 inwoners (stand 31 december 2010). Op 1 januari 2012 fuseerde de gemeente met de buurgemeenten Groß Gievitz en Hinrichshagen tot de gemeente Peenehagen.